# Asm.js
asm.js는 최적화에 적합한 형태를 가진 자바스크립트의 부분집합(subset)이다. asm.js는 특히 C 나 C++ 코드를 웹으로 포팅하는데 유용하다. asm.js 최적화를 위한 다른 모든 방법들을 동원해서 파이어폭스는 동일한 코드를 C/C++로 작성해서 실행시켰을 때보다 asm.js 코드로 작성해서 실행시켰을 때 겨우 1.5배만 느리게 실행시킬 수 있다.

## 용례
asm.js에 기반한 애플리케이션 대다수는 Emscripten이나 Mandrell을 이용하여 asm.js로 컴파일된 C/C++ 애플리케이션이다. 많은 프로그래밍 언어, 애플리케이션 프레임워크, 프로그램, 라이브러리, 컴퓨터 게임, 게임 엔진과 다른 소프트웨어는 이미 포팅되었다.
. Some of them are given below.

### 프로그래밍 언어
- C/C++ – Clang, LLVM
- 루아 VM – Lua 가상 머신[3]
- Perl – port of (micro)perl-5.16.3[4]
- 파이썬 - port of CPython[5]

### 애플리케이션 프레임워크
- Qt – 다양한 Qt 데모, 플러스 KDE 앱 등[6]

### 프로그램, 라이브러리
- Vim (Vi IMproved)[7]
- FreeType – FreeType을 이용한 자바스크립트로 TrueType 폰트 렌더링[8]
- SQLite[9]

### 게임, 게임 엔진
- 언리얼 엔진 3 –[10][11]
- 유니티 게임 엔진[12]
- 둠[13]
- SuperTux[14]
- ScummVM : 고전 어드벤처 게임 지원[15]
- Dune II via OpenDune[16]
- BananaBread[17]
- Every game in the Humble Mozilla Bundle[18]

### 에물레이터
- JSMESS - 콘솔, PC 게임 에물레이터인 MESS의 포팅.[19]

### 수학
- HTML5 Fractal Playground[20]

## 같이 보기
- 모질라 파이어폭스
- 자바스크립트

- 구글 네이티브 클라이언트

## 참고 문헌
- 파이어폭스 최신버전에 반영된 asm.js 성능향상으로 인해 가능해진 멋진 게임! , 모질라 기술 블로그, 2014년 5월 19일, ingeeKim, CC-BY-SA 3.0을 기반으로 한 내용